# Kraljice Marije
La rue Kraljice Marije (en serbe cyrillique : Краљице Марије) est une rue de Belgrade, la capitale de la Serbie, située dans la municipalité urbaine de Palilula.
Le nom de la rue est un hommage à la reine Marie, la femme du roi Alexandre Ier de Yougoslavie.

## Parcours
La rue Kraljice Marije naît au croisement de la rue Starine Novaka et de la rue 27. marta dont elle constitue le prolongement. Elle s'oriente vers le sud-est, laisse sur sa gauche la rue Miročka puis croise les rues Vladetina (à gauche) et Karnegijeva (à droite). Elle laisse sur sa gauche la rue Ivanovačka et traverse la rue Ruzveltova ; à partir de ce point et jusqu'à la fin de son parcours, elle longe sur sa droite le Studentski park (le « parc des étudiants »). Elle laisse encore sur sa gauche la rue Čelopečka et se termine à la hauteur du Bulevar kralja Aleksandra.

## Politique
La Coalition des associations de réfugiés de la république de Serbie, qui, en 2012, a obtenu un député à l'Assemblée nationale de la république de Serbie, est installée au n° 47.

## Éducation
La faculté de génie mécanique de l'université de Belgrade est située au n° 80. L'École supérieure de commerce de Belgrade se trouve au n° 73.

## Économie
Parmi les enseignes représentées dans la rue, on peut citer, au n° 45, une boutique de mode Brankodex. Dans le secteur de l'informatique et de la téléphonie mobile, une boutique distribuant les produits EUnet et ceux de la chaîne Win Win est située au n° 12.
Un Cafe Factory est situé au n° 1, un restaurant grec Zorba au n° 3 et deux comptoirs de la chaîne de restauration rapide Hleb i kifle (« Pains et petits pains »), au n° 15 et au n° 67. Un supermarché Mini Maxi se trouve au n° 70.
La Banka Poštanska štedionica Beograd (la « Banque d'épargne postale de Belgrade »), dont l'origine remonte à 1923, a son siège social au n° 3. De nombreuses banques disposent d'une agence dans la rue : la Vojvođanska banka (n° 7), l'Univerzal banka (n° 8), la Erste Bank (n° 10), la Société Générale Srbija (n° 14), le Crédit Agricole Srbija (n° 17-19), l'AIK banka (n° 73) et la ProCredit Bank (n° 119a).

## Médias
Les journaux Blic, Press et 24 sata ont leur siège au n° 1 de la rue,,. La station Radio Jat a ses bureaux aux n° 57/55.

## Transports
La rue est desservie par les lignes de bus 32 (Vukov spomenik – Višnjica) et 65 (Zvezdara II – Novo Bežanijsko groblje) de la société GSP Beograd ; les tramways 2 (Port de Belgrade – Vukov spomenik – Port de Belgrade) et 5 (Kalemegdan – Donji grad - Ustanička) y passent également.